# Admiral's Men
Admiral's Men var ett engelskt teatersällskap, verksamt mellan 1576 och 1631.  Det har även kallats Admiral's company och Earl of Nottingham's Men; för Prince Henry's Men 1603-1612 och för Elector Palatine's Men eller the Palsgrave's Men 1612-1631.
Det har ofta kallats för det andra mest betydelsefulla teatersällskapet i England under sin samtid efter sin främsta konkurrent, Lord Chamberlain's Men (1594-1642).